# Ming Chuan University FC
Der Ming Chuan University Football Club, auch einfach nur MCU genannt, ist ein Fußballverein der taiwanischen Universitätsvereinigung. Aktuell spielt der Verein in der Taiwan Football Premier League, der höchsten Liga des Landes.

## Stadion
Der Verein trägt seine Heimspiele im Stadion der Ming-Chuan-Universität im Stadtbezirk Shilin in Taipeh aus. Das Stadion hat ein Fassungsvermögen von 500 Personen.

## Trainerchronik
Stand: Mai 2022
| Trainer       | Nation | von            | bis |
| ------------- | ------ | -------------- | --- |
| Tseng Tai-Lin | Taiwan | 1. Januar 2020 |     |